# Festival Internacional de Cinema Contemporâneo
O Festival Internacional de Cinema Contemporâneo da Cidade do México se funda em fevereiro de 2004, realizado na Cidade do México a partir de uma iniciativa de Cinemex, consolidando-se como um evento cinematográfico de primeira importância na América Latina. A programação do festival pelo geral inclui a Seleção Oficial de Ficção, a Seleção Oficial de Documentário, País Invitado, 11:59, Retrospectivas, Galas, Tendências e Curtas Estudantis. A última edição foi de 21 de fevereiro até  4 de março de 2007.

## Premios na categoria de ficção
- 2004 - El regreso de Andréi Zviáguintsev
- 2005 – Las tortugas pueden volar de Bahman Ghobadi
- 2006 - La muerte del señor Lăzărescu de Cristi Puiu
- 2007 - 12:08 al este de Bucarest de Corneliu Porumboiu
- 2008 - El cielo, la tierra y la lluvia de José Luis Torres Leyva
- 2009 - ex æquo: Lastre de Lance Hammer e Los paranoicos de Gabriel Medina

## Premios na categoría documentário
- 2005 - Al oeste de las vías de Wang Bing
- 2006 - La muerte del trabajador de Michael Glawogger
- 2007 - Nacido sin / Born Without de Eva Norvind
- 2008 - Cazadores desde el principio de los tiempos de Carlos Casas
- 2009 - ex æquo: Un vals con Bashir de Ari Folman e Porque hemos nacido de Jean-Pierre Duret e Andrea Santana